# Quadrula couchiana
Quadrula couchiana és una espècie de mol·lusc bivalve pertanyent a la família Unionidae. Viu a l'aigua dolça. i es troba als Estats Units. No ha estat vist des de l'any 1989.